# Sitta neumayer
Il picchio muratore di roccia (Sitta neumayer Michahelles, 1830) è un uccello passeriforme della famiglia dei Sittidi.

## Descrizione

### Dimensioni
Misura 13-13,5 cm di lunghezza, per un peso di 24-37,6 g.

### Aspetto
Questo picchio muratore piuttosto grande, originario dell'Europa sud-orientale, può essere confuso con il picchio muratore persiano, dal quale è molto difficile distinguere. In linea di massima, presenta dimensioni leggermente inferiori, testa più piccola, con becco più breve e meno robusto e striscia sopracciliare meno evidente, nonché meno spessa dietro l'occhio e sui lati della nuca. Comunque, gli areali delle due specie non si sovrappongono mai.
In cattive condizioni di osservazione il picchio muratore di roccia può essere confuso anche con il picchio muratore eurasiatico, specialmente quando si posa su un albero, cosa che fa di tanto in tanto. Conviene prestare particolare attenzione a quelle sottospecie di picchio muratore eurasiatico di colore più chiaro che abitano il sud della Turchia e le regioni più ad est.
Il picchio muratore di roccia presenta variazioni geografiche piuttosto deboli, ma ne vengono riconosciute ufficialmente sei sottospecie: la sottospecie nominale (S. n. neumayer), che vive nell'Europa sud-orientale e nei Balcani, ha parti superiori piuttosto scure, una striscia sopracciliare spessa e scura e una sfumatura di colore cannella-rosato ben evidente sui fianchi e le sotto-caudali. S. n. zarudnyi, delle regioni occidentali della Turchia, presenta parti superiori più chiare, ma per il resto è identica alla forma nominale. S. n. syriaca, diffusa nel Levante, somiglia molto alla sottospecie precedente, ma ha il dorso di un grigio più chiaro, mentre S. r. rupicola, della Turchia orientale, della Transcaucasia e del nord dell'Iraq ha una colorazione simile a S. n. zarudnyi, ma ha un becco più fine e una striscia sopracciliare nera ed esile. La sottospecie S. n. tschitscherini, che vive nell'Iran occidentale, è particolarmente piccola e possiede becco corto, parti inferiori molto chiare e una striscia sopracciliare molto ridotta che schiarisce e termina dietro l'occhio, caratteristica che la differenzia chiaramente dal picchio muratore persiano. Una colorazione molto chiara caratterizza anche la sesta sottospecie, S. n. plumbea, dell'Iran centro-meridionale.

## Biologia
Il picchio muratore di roccia è prevalentemente sedentario, in quanto effettua solamente brevi movimenti di dispersione dopo la stagione della nidificazione o delle corte migrazioni altitudinali durante la stagione invernale. Si muove con agilità da una roccia all'altra, o lungo le falesie, e spesso si nasconde dietro una cresta o un blocco di roccia.

### Alimentazione
In primavera, la dieta è costituita soprattutto da insetti. In autunno ed inverno, consuma prevalentemente semi, ma anche una quantità considerevole di molluschi terrestri (chiocciole). Il picchio muratore di roccia va in cerca di cibo sul terreno, e più in particolare nelle crepe delle rocce. Talvolta fruga anche tra i rami e sui tronchi di piccoli arbusti e cespugli. Di tanto in tanto, cattura inoltre insetti in volo.

### Riproduzione

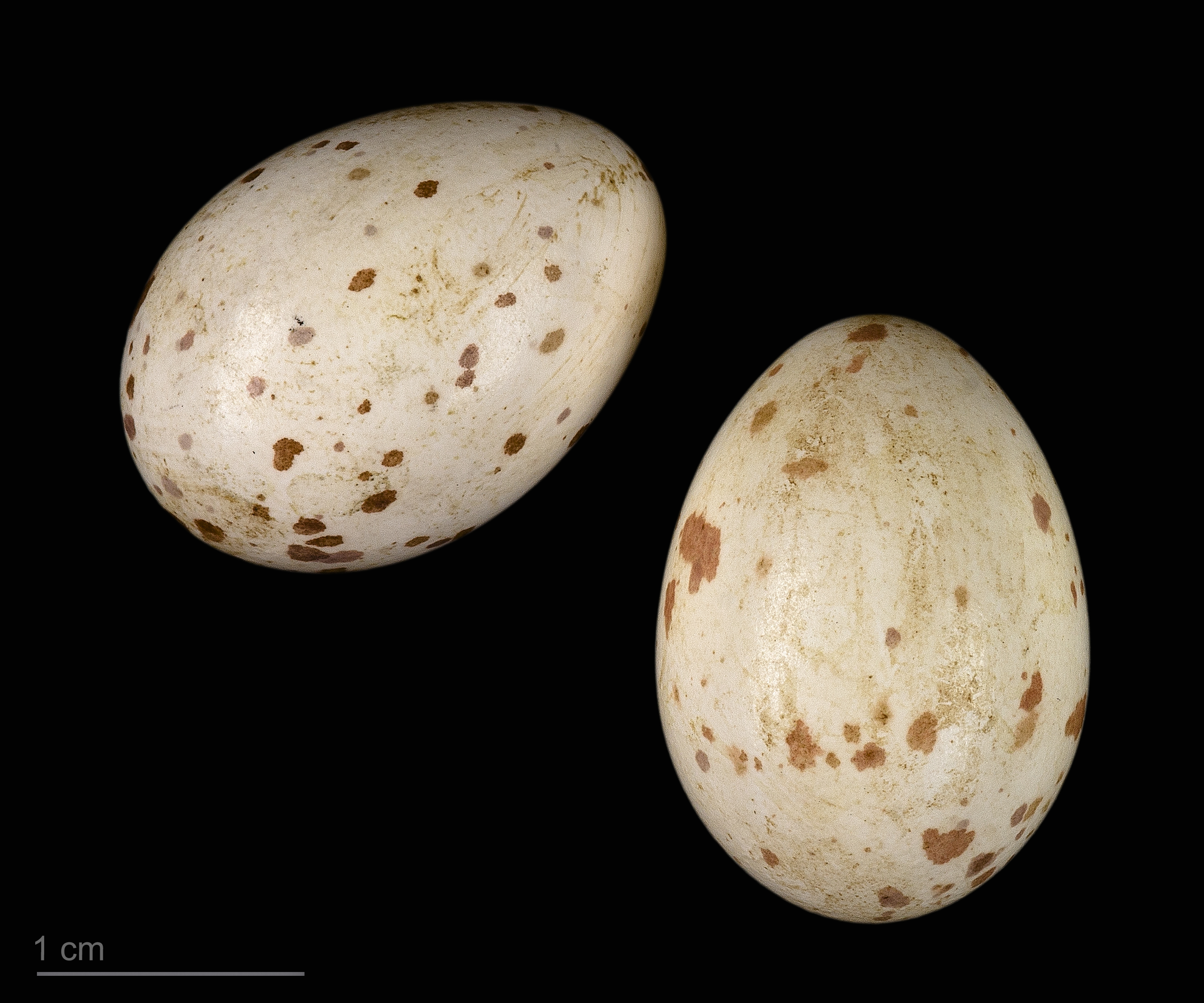
Uovo di Sitta neumayer neumayer - Museo di Tolosa

La stagione di nidificazione varia a seconda delle regioni. Ha luogo a metà maggio in Grecia, da marzo ad aprile in Israele, ad aprile in Iran. Il nido è collocato in una fessura generalmente protetta dalla pioggia o sotto una sporgenza rocciosa. Ha la forma di una bottiglia e viene costruito con fango, escrementi di animali, crini di cavallo e resina vegetale. La femmina depone da 8 a 10 uova di forma ellittica, lisce e lucide. Sono di colore bianco lattiginoso e presentano chiazze e piccole macchie irregolari giallastre, bruno-rossastre, rosso chiaro o rosso porpora. L'incubazione, che dura tra 15 e 18 giorni, è compito esclusivo della femmina.

### Voce
Il picchio muratore di roccia emette una vasta gamma di vocalizzi. I richiami comprendono un tchic sonoro, dei ptit-ptit-ptit o pit-pit-pit, un chrêh roco, nonché un lungo trillo sonoro crescente. Il canto, molto variabile, è una miscela di fischi cristallini e trilli sonori, e ricorda a volte quello del prispolone eurasiatico o della cincia bigia.

## Distribuzione e habitat
Il picchio muratore di roccia è abbastanza comune lungo i pendii rocciosi, soleggiati e aridi, le gole, le gravine e gli affioramenti rocciosi spesso spogli, ma talvolta con arbusti sparsi. È presente anche tra le rovine. Al di fuori del periodo della nidificazione, frequenta i boschetti, soprattutto nelle valli incassate. Questo uccello vive a cavallo di due continenti, l'Europa e l'Asia. Il suo areale copre il litorale del mar Adriatico e i Balcani, l'Asia Minore, il Caucaso, le coste della Siria, del Libano e del nord di Israele, e le regioni montuose del nord dell'Iraq e dell'Iran.

## Tassonomia
Attualmente vengono riconosciute sei sottospecie:
- S. n. neumayer Michahelles, 1830, presente in Europa sud-orientale in Croazia occidentale (da Cirquenizza verso sud-est, lungo il litorale), Bosnia meridionale, Montenegro, Serbia meridionale, Albania, Macedonia del Nord meridionale, Bulgaria meridionale e Grecia (comprese le isole di Corfù, Leucade e Zante);
- S. n. zarudnyi Buturlin, 1907, diffusa a Lesbo (Grecia orientale) e in Turchia occidentale (Anatolia occidentale e periferia nord-occidentale dell'altopiano centrale, fino ad Elmalı e Ankara ad est e ai monti del Tauro a sud);
- S. n. syriaca Temminck, 1835, diffusa in Turchia sud-orientale ad est dei monti del Tauro (esclusa la pianura meridionale compresa tra i fiumi Eufrate e Tigri), in Siria nord-occidentale (fino alla regione di Damasco a sud), sulle montagne del Libano e nell'estremità settentrionale di Israele (Monte Hermon);
- S. n. rupicola Blanford, 1873, diffusa in Turchia settentrionale e nord-orientale (ad est di Istanbul e a nord della valle del fiume Aras), nella Georgia meridionale (a sud dei contrafforti meridionali del Grande Caucaso), in Armenia e nell'Azerbaigian sud-occidentale e nord-orientale (compresa Şamaxı, sui contrafforti orientali del Caucaso), fino all'Iraq settentrionale e all'Iran nord-occidentale e settentrionale (attraverso i monti Elburz fino a Bojnurd, a est, e alle regioni di Kermanshah, Qom e Kavir, a sud) a meridione;
- S. n. tschitscherini Zarudny, 1904, diffusa nell'Iran occidentale e centro-occidentale sui monti Zagros (dal Kermanshah verso sud-est fino al Fars) e sulle montagne a sud di Qom (fino al Massiccio di Anarak a sud-est);
- S. n. plumbea Koelz, 1950, endemica dell'Iran centro-meridionale (montagne della parte meridionale della regione di Kerman).

Il Comitato Ornitologico Internazionale, tuttavia, riconosce solamente tre sottospecie, in quanto include zarudnyi, syriaca e rupicola nella sottospecie nominale.